# EPrix de Punta del Este 2015
GP précédent GP suivant
L'ePrix de Punta del Este 2015 (2015 FIA Formula E Julius Baer Punta del Este ePrix), disputé le 19 décembre 2015 sur le circuit urbain de Punta del Este, est la quatorzième manche de l'histoire du championnat de Formule E FIA. Il s'agit de la deuxième édition de l'ePrix de Punta del Este comptant pour le championnat de Formule E et de la troisième manche du championnat 2015-2016.

## Essais libres

### Première séance
| Pos. | Pilote           | Voiture                   | Chrono         | Écart     |
| ---- | ---------------- | ------------------------- | -------------- | --------- |
| 1    | Sébastien Buemi  | Renault e.dams            | 1 min 15 s 179 |           |
| 2    | Sam Bird         | DS Virgin Racing          | 1 min 16 s 327 | + 1 s 148 |
| 3    | Lucas di Grassi  | ABT Schaeffler Audi Sport | 1 min 17 s 155 | + 1 s 976 |
| 4    | Jean-Éric Vergne | Dragon Racing             | 1 min 17 s 930 | + 2 s 751 |
| 5    | Robin Frijns     | Amlin Andretti            | 1 min 18 s 052 | + 2 s 751 |
| 6    | Nicolas Prost    | Renault e.dams            | 1 min 18 s 101 | + 2 s 873 |

### Deuxième séance
| Pos. | Pilote                 | Voiture                   | Chrono         | Écart     |
| ---- | ---------------------- | ------------------------- | -------------- | --------- |
| 1    | Nicolas Prost          | Renault e.dams            | 1 min 15 s 405 |           |
| 2    | Lucas di Grassi        | ABT Schaeffler Audi Sport | 1 min 15 s 539 | + 0 s 134 |
| 3    | Sébastien Buemi        | Renault e.dams            | 1 min 15 s 694 | + 0 s 289 |
| 4    | Jérôme d'Ambrosio      | Dragon Racing             | 1 min 15 s 720 | + 0 s 315 |
| 5    | Robin Frijns           | Amlin Andretti            | 1 min 15 s 860 | + 0 s 455 |
| 6    | António Félix da Costa | Team Aguri                | 1 min 16 s 246 | + 0 s 841 |

## Qualifications

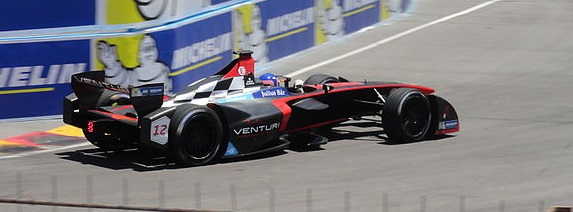
Jacques Villeneuve (Venturi), dernier des qualifications, ne prend pas part à la course, sa voiture étant endommagée.

| Pos. | Pilote                 | Écurie                    | Groupe de qualification | Super pole     | Grille |
| ---- | ---------------------- | ------------------------- | ----------------------- | -------------- | ------ |
| 1    | Jérôme d'Ambrosio      | Dragon Racing             | 1 min 15 s 481          | 1 min 15 s 498 | 1      |
| 2    | Loïc Duval             | Dragon Racing             | 1 min 15 s 748          | 1 min 15 s 875 | 2      |
| 3    | Sam Bird               | DS Virgin Racing          | 1 min 15 s 790          | 1 min 16 s 109 | 3      |
| 4    | Lucas di Grassi        | ABT Schaeffler Audi Sport | 1 min 15 s 115          | 1 min 16 s 635 | 4      |
| 5    | Sébastien Buemi        | Renault e.Dams            | 1 min 15 s 011          | 1 min 19 s 811 | 5      |
| 6    | Nicolas Prost          | Renault e.Dams            | 1 min 15 s 913          |                | 6      |
| 7    | Daniel Abt             | ABT Schaeffler Audi Sport | 1 min 15 s 993          |                | 7      |
| 8    | António Félix da Costa | Team Aguri                | 1 min 16 s 014          |                | 8      |
| 9    | Bruno Senna            | Mahindra Racing           | 1 min 16 s 048          |                | 9      |
| 10   | Oliver Turvey          | NEXTEV TCR                | 1 min 16 s 154          |                | 10     |
| 11   | Robin Frijns           | Amlin Andretti            | 1 min 16 s 255          |                | 11     |
| 12   | Nelsinho Piquet        | NEXTEV TCR                | 1 min 16 s 300          |                | 12     |
| 13   | Stéphane Sarrazin      | Venturi                   | 1 min 16 s 353          |                | 13     |
| 14   | Nathanaël Berthon      | Team Aguri                | 1 min 17 s 573          |                | 14     |
| 15   | Simona De Silvestro    | Amlin Andretti            | 1 min 18 s 281          |                | 15     |
| 16   | Oliver Rowland         | Mahindra Racing           | 1 min 19 s 414          |                | 16     |
| 17   | Jean-Éric Vergne       | DS Virgin Racing          | 1 min 19 s 946          |                | 17     |
| 18   | Jacques Villeneuve     | Venturi                   | 1 min 28 s 451          |                | 18     |

## Course

### Classement
| Pos. | no | Pilote                 | Écurie                    | Tours | Temps/Abandon    | Grille | Points |
| ---- | -- | ---------------------- | ------------------------- | ----- | ---------------- | ------ | ------ |
| 1    | 9  | Sébastien Buemi        | Renault e.Dams            | 33    | 45 min 59 s 697  | 5      | 27     |
| 2    | 11 | Lucas di Grassi        | ABT Schaeffler Audi Sport | 33    | + 3 s 534        | 4      | 18     |
| 3    | 7  | Jérôme d'Ambrosio      | Dragon Racing             | 33    | + 6 s 725        | 1      | 18     |
| 4    | 6  | Loïc Duval             | Dragon Racing             | 33    | + 6 s 807        | 2      | 12     |
| 5    | 8  | Nicolas Prost          | Renault e.dams            | 33    | + 21 s 057       | 6      | 10     |
| 6    | 55 | António Félix da Costa | Team Aguri                | 33    | + 22 s 410       | 8      | 8      |
| 7    | 25 | Jean-Éric Vergne       | DS Virgin Racing          | 33    | + 57 s 726       | 17     | 6      |
| 8    | 66 | Daniel Abt             | ABT Schaeffler Audi Sport | 33    | + 1 min 00 s 744 | 7      | 4      |
| 9    | 4  | Stéphane Sarrazin      | Venturi                   | 33    | + 1 min 03 s 559 | 13     | 2      |
| 10   | 27 | Robin Frijns           | Amlin Andretti            | 33    | + 1 min 03 s 840 | 11     | 1      |
| 11   | 28 | Simona de Silvestro    | Amlin Andretti            | 32    | + 1 tour         | 15     |        |
| 12   | 88 | Oliver Turvey          | NEXTEV TCR                | 32    | + 1 tour         | 10     |        |
| 13   | 23 | Oliver Rowland         | Mahindra Racing           | 32    | + 1 tour         | 16     |        |
| 14   | 77 | Nathanaël Berthon      | Team Aguri                | 32    | + 1 tour         | 14     |        |
| 15   | 1  | Nelsinho Piquet        | NEXTEV TCR                | 31    | Accrochage       | 12     |        |
| Abd. | 21 | Bruno Senna            | Mahindra Racing           | 26    | Accident         | 9      |        |
| Abd. | 2  | Sam Bird               | DS Virgin Racing          | 17    | Batterie         | 3      |        |
| Np.  | 12 | Jacques Villeneuve     | Venturi                   | 0     | Accident         |        |        |

- Jean-Éric Vergne, Stéphane Sarrazin et Sam Bird ont été désignés par un vote en ligne pour obtenir le fanboost, qui leur permet de bénéficier de 25 kW supplémentaires pendant cinq secondes lors de la course[6].

### Pole position et record du tour
La pole position et le meilleur tour en course rapportent respectivement 3 points et 2 points.
- Pole position :  Jérôme d'Ambrosio (Dragon Racing) en 1 min 15 s 498.
- Meilleur tour en course :  Sébastien Buemi (Renault e.Dams) en 1 min 17 s 413 au 23e tour.

### Tours en tête
- Jérôme d'Ambrosio (Dragon Racing) :  8 tours (1-8)
- Sébastien Buemi (Renault e.Dams) : 24 tours (9-17 ; 19-33)
- Oliver Rowland (Mahindra Racing) : 1 tour (18)

## Classements généraux à l'issue de la course
| Pos. | Pilote                 | Points |
| ---- | ---------------------- | ------ |
| 1    | Sébastien Buemi        | 62     |
| 2    | Lucas di Grassi        | 61     |
| 3    | Jérôme d'Ambrosio      | 28     |
| 4    | Sam Bird               | 24     |
| 5    | Loïc Duval             | 24     |
| 6    | Nick Heidfeld          | 17     |
| 7    | Robin Frijns           | 17     |
| 8    | Stéphane Sarrazin      | 16     |
| 9    | António Félix da Costa | 16     |
| 10   | Nicolas Prost          | 11     |
| 11   | Bruno Senna            | 10     |
| 12   | Daniel Abt             | 10     |
| 13   | Oliver Turvey          | 8      |
| 14   | Jean-Éric Vergne       | 6      |
| 15   | Nathanaël Berthon      | 4      |
| 16   | Nelsinho Piquet        | 4      |

| Pos. | Écurie                    | Points |
| ---- | ------------------------- | ------ |
| 1    | Renault e.dams            | 73     |
| 2    | ABT Schaeffler Audi Sport | 71     |
| 3    | Dragon Racing             | 52     |
| 4    | DS Virgin Racing          | 30     |
| 5    | Mahindra Racing           | 27     |
| 6    | Team Aguri                | 20     |
| 7    | Amlin Andretti            | 17     |
| 8    | Venturi Formula E Team    | 16     |
| 9    | NEXTEV TCR                | 12     |